# Бивона
Биво̀на (на италиански: Bivona; на сицилиански: Vivona, Вивона) е малко градче и община в Южна Италия, провинция Агридженто, автономен регион и остров Сицилия. Разположено е на 503 m надморска височина. Населението на общината е 3869 души (към 2010 г.).